# International Journal of Sensor Networks
International Journal of Sensor Networks is een internationaal, aan collegiale toetsing onderworpen wetenschappelijk tijdschrift op het gebied van de informatiesystemen en telecommunicatie. De naam wordt in literatuurverwijzingen meestal afgekort tot Int. J. Sens. Netw. Het wordt uitgegeven door Inderscience Publishers en verschijnt 8 keer per jaar.